# Fa Foe Foei
Fa Foe Foei is een Chinese organisatie in Suriname. De vereniging is in het leven geroepen om de Chinese Surinamers meer te betrekken bij de Surinaamse politiek. Veel Chinezen weten niet wat ze moeten stemmen bij verkiezingen en gaan daarom niet stemmen. Een grote hindernis voor oudere Chinezen is het gebrek aan de kennis van de Nederlandse taal. Fa Foe Foei is neutraal en helpt de mensen het verschil te zien tussen politieke partijen.